# San Sebastián del Oeste
San Sebastián del Oeste è un comune del Messico, situato nello stato di Jalisco.